# Lamprotornis hildebrandti
Lamprotornis hildebrandti е пойна птица от семейство Скорецови.

## Физически характеристики
Дължината на тялото е 18 cm, тежи 50 – 69 g. Възрастните са с ярки преливащи се цветове на оперението. Главата и голяма част от горната част на тялото е синя, крилата са бронзово-зелени със синя окраска по краищата. Гърлото и горната част на гърдите имат гланцов лилав цвят, а опашката е синьо-зелена. Средната част на гърдите и горната част на корема са оранжеви, а надолу корема е риж. Ирисът е оранжево-червен, а краката са черни. Мъжките и женските възрастни са идентични във външния си вид. Младите екземпляри са доста различни. Тяхното оперение е сиво в горната част на тялото и кестеняво в долната.

## Разпространение
Lamprotornis hildebrandti е разпространен в Кения и Танзания. Обитава открити пространства, в близост до гори и далч от населени места на надморска височина от 500 до 2200 m.

## Начин на живот и хранене
Птицата се храни с насекоми и плодове, като преимущество в диетата са насекомите. Храни се с бръмбари и скакалци и термити. Семена от плодове и някои видове гъби също влизат в менюто на птицата. Обикновено няколко екземпляра следват стада бозайници, които преминавайки по земята вдигат от нея насекоми. Птицата живее също и в смесени ята с други видове скорци.

## Размножаване
Птиците гнездят от март до май и от октомври до декември, въпреки че в някои части на Кения мътят от май до юли. Женската снася в хралупи на дървета по 3 – 4 яйца, мътят се от двамата родители, които след излюпване продължават заедно да се грижат за потомствто.